# The Very Best of Impellitteri: Faster Than the Speed of Light
The Very Best of Impellitteri: Faster Than the Speed of Light es un álbum recopilatorio de la banda de heavy metal estadounidense Impellitteri.

## Lista de canciones
1. Freakshow (Impellitteri, Rock) - 5:16
2. Victim Of The System (Impellitteri, Rock) - 3:26
3. Beware Of The Devil (Impellitteri, Rock) - 3:54
4. Rock and Roll Heroes (Impellitteri, Rock) - 4:39
5. Perfect Crime (Jo Eime, Impellitteri) - 4:22
6. Spanish Fire (Impellitteri) - 3:34
7. Rat Race (Impellitteri, Rock) - 4:11
8. Warrior (Impellitteri, Rock) - 4:02
9. Cross The Bear (Impellitteri, Rock) - 5:00
10. Stand In Line (Bonnet, Impellitteri) - 4:34
11. Where The Well Runs Dry (Impellitteri, Rock) - 3:57
12. Power Of Love (Impellitteri, Rock) - 4:16
13. Shed Your Blood (Impellitteri, Rock) - 3:24
14. 17th Century Chicken Pickin' (Impellitteri) - 2:30
15. Hungry Days (Impellitteri, Rock) - 3:08
16. Lost In The Rain (Impellitteri) - 2:57
17. Anti Social Disease (Impellitteri) - 3:39
18. Texas Nuclear Boogie (Impellitteri) - 2:58
19. Cyberflesh (Impellitteri, Rock) - 3:32

## Personal

### Voz
- Graham Bonnet
- Rob Rock

### Guitarra
- Chris Impellitteri

### Bajo
- James Amelio Pulli
- Chuck Wright

### Batería
- Mark Bistany
- Ken Mary
- Glen Sobel
- Pat Torpey

### Teclado
- Edward Roth
- Phil Wolfe